# علیا سعید محمد
علیا سعید محمد (انگلیسی: Alia Saeed Mohammed؛ زادهٔ ۱۸ مهٔ ۱۹۹۱) ورزشکار دو و میدانی زن در رشته دو زاده اتیوپی اهل امارات متحده عربی است که در بازی‌های پان عربی و بازی‌های آسیایی در مجموع برندهٔ ۲ مدال طلا شده‌است.

## رکورد رقابتی
| سال                              | مسابقه                                      | محل برگزاری              | مقام                  | رویداد                | توضیحات               |
| به نمایندگی از اتیوپی            | به نمایندگی از اتیوپی                       | به نمایندگی از اتیوپی    | به نمایندگی از اتیوپی | به نمایندگی از اتیوپی | به نمایندگی از اتیوپی |
| -------------------------------- | ------------------------------------------- | ------------------------ | --------------------- | --------------------- | --------------------- |
| ۲۰۰۷                             | مسابقات قهرمانی جوانان جهان                 | استراوا، جمهوری چک       | ۳۲ام (h)              | ۸۰۰ متر               | ۲:۱۳٫۷۷               |
| ۲۰۰۸                             | مسابقات قهرمانی نوجوانان جهان               | بیدگوشچ، لهستان          | ۲۹ام (h)              | ۸۰۰ متر               | ۲:۱۰٫۱۵               |
| به نمایندگی از امارات متحده عربی |                                             |                          |                       |                       |                       |
| ۲۰۱۱                             | مسابقات قهرمانی آسیا                        | کوبه، ژاپن               | ۴ام                   | ۵۰۰۰ متر              | ۱۵:۵۲٫۰۷              |
| ۲۰۱۱                             | مسابقات جهانی دو و میدانی ۲۰۱۱              | دئگو، کره جنوبی          | ۲۰ام (h)              | ۵۰۰۰ متر              | ۱۶:۱۰٫۳۷              |
| ۲۰۱۱                             | مسابقات قهرمانی عربی                        | العین، امارات متحده عربی | ۲ام                   | ۱۵۰۰ متر              | ۴:۲۲٫۴۸               |
| ۲۰۱۱                             | مسابقات قهرمانی عربی                        | العین، امارات متحده عربی | ۲ام                   | ۵۰۰۰ متر              | ۱۶:۱۰٫۶۷              |
| ۲۰۱۱                             | بازی‌های پان عربی                            | دوحه، قطر                | ۱ام                   | ۵۰۰۰ متر              | ۱۶:۱۱٫۵۴              |
| ۲۰۱۲                             | مسابقات قهرمانی داخل سالن آسیا              | هانگژو، چین              | ۸ام                   | ۱۵۰۰ متر              | ۴:۲۸٫۳۲               |
| ۲۰۱۲                             | مسابقات قهرمانی داخل سالن آسیا              | هانگژو، چین              | ۴ام                   | ۳۰۰۰ متر              | ۹:۰۱٫۰۳               |
| ۲۰۱۲                             | مسابقات قهرمانی داخل سالن جهان              | استانبول، ترکیه          | ۱۲ام                  | ۳۰۰۰ متر              | ۹:۱۵٫۷۴               |
| ۲۰۱۳                             | مسابقات قهرمانی آسیا                        | پونا، هند                | ۴ام                   | ۵۰۰۰ متر              | ۱۵:۴۵٫۵۵              |
| ۲۰۱۳                             | مسابقات قهرمانی آسیا                        | پونا، هند                | ۲ام                   | ۱۰٬۰۰۰ متر            | ۳۲:۳۹٫۳۹              |
| ۲۰۱۳                             | بازی‌های همبستگی کشورهای اسلامی              | پالم‌بانگ، اندونزی        | ۳ام                   | ۱۰٬۰۰۰ متر            | ۳۳:۴۴٫۱۲              |
| ۲۰۱۴                             | مسابقات قهرمانی داخل سالن آسیا              | هانگژو، چین              | ۳ام                   | ۳۰۰۰ متر              | ۸:۵۶٫۷۸               |
| ۲۰۱۴                             | مسابقات قهرمانی داخل سالن جهان              | سوپوت، لهستان            | ۱۲ام                  | ۳۰۰۰ متر              | ۹:۲۱٫۲۳               |
| ۲۰۱۴                             | دو و میدانی در بازی‌های آسیایی ۲۰۱۴          | اینچئون، کره جنوبی       | ۶ام                   | ۵۰۰۰ متر              | ۱۵:۳۰٫۴۶              |
| ۲۰۱۴                             | دو و میدانی در بازی‌های آسیایی ۲۰۱۴          | اینچئون، کره جنوبی       | ۱ام                   | ۱۰٬۰۰۰ متر            | ۳۱:۵۱٫۸۶              |
| ۲۰۱۵                             | مسابقات قهرمانی آسیا                        | ووهان، چین               | ۲ام                   | ۵۰۰۰ متر              | ۱۵:۲۸٫۷۴              |
| ۲۰۱۵                             | مسابقات قهرمانی آسیا                        | ووهان، چین               | ۱ام                   | ۱۰٬۰۰۰ متر            | ۳۲:۳۹٫۳۹ CR           |
| ۲۰۱۵                             | مسابقات جهانی دو و میدانی ۲۰۱۵              | پکن، چین                 | –                     | ۱۰٬۰۰۰ متر            | DNF                   |
| ۲۰۱۵                             | مسابقات قهرمانی عربی                        | شهرک عیسی، بحرین         | ۱ام                   | ۱۰۰۰۰ متر             | ۳۲:۱۶٫۹۷              |
| ۲۰۱۶                             | مسابقات قهرمانی داخل سالن آسیا              | دوحه، قطر                | ۳ام                   | ۳۰۰۰ متر              | ۸:۴۸٫۶۲               |
| ۲۰۱۶                             | دو و میدانی در بازی‌های المپیک تابستانی ۲۰۱۶ | ریو دو ژانیرو، برزیل     | ۲۳ام                  | ۱۰٬۰۰۰ متر            | ۳۱:۵۶٫۷۴              |
| ۲۰۱۷                             | بازی‌های همبستگی کشورهای اسلامی              | باکو، جمهوری آذربایجان   | ۴ام                   | ۵۰۰۰ متر              | ۱۵:۰۰٫۴۵              |
| ۲۰۱۷                             | بازی‌های همبستگی کشورهای اسلامی              | باکو، جمهوری آذربایجان   | ۳ام                   | ۱۰٬۰۰۰ متر            | ۳۱:۴۹٫۰۱              |
| ۲۰۱۷                             | مسابقات قهرمانی آسیا                        | بوبانسور، هند            | ۲ام                   | ۵۰۰۰ متر              | ۱۵:۵۹٫۹۵              |
| ۲۰۱۷                             | مسابقات قهرمانی آسیا                        | بوبانسور، هند            | –                     | ۱۰٬۰۰۰ متر            | DNF                   |
| ۲۰۱۷                             | بازی‌های داخل سالن و هنرهای رزمی آسیا        | عشق‌آباد، ترکمنستان       | ۱ام                   | ۳۰۰۰ متر              | ۹:۲۵٫۰۳               |
| ۲۰۱۷                             | مسابقات قهرمانی عربی                        | رادس، تونس               | ۱ام                   | ۵۰۰۰ متر              | ۱۶:۳۹٫۴۱              |
| ۲۰۱۷                             | مسابقات قهرمانی عربی                        | رادس، تونس               | ۱ام                   | ۱۰٬۰۰۰ متر            | ۳۸:۵۳٫۳۱              |
| ۲۰۱۸                             | دو و میدانی در بازی‌های آسیایی ۲۰۱۸          | جاکارتا، اندونزی         | ۹م                    | ۵۰۰۰ متر              | ۱۶:۰۹٫۴۹              |
| ۲۰۱۸                             | دو و میدانی در بازی‌های آسیایی ۲۰۱۸          | جاکارتا، اندونزی         | ۴ام                   | ۱۰٬۰۰۰ متر            | ۳۲:۱۸٫۳۲              |